# José Watanabe

Der peruanische Dichter Jose Watanabe (links)

José Watanabe Varas (* April 1946 in Laredo, Departamento La Libertad; † 25. April 2007 in Lima) war ein peruanischer Lyriker der Moderne. Er gilt als einer der bedeutendsten Lyriker seines Landes neben César Vallejo. Auch war er als Drehbuchautor tätig. Zudem war er einer der bekanntesten Vertreter der japanischen Minderheit in Peru, zusammen mit Alberto Fujimori.

## Leben
José Watanabe Varas verbrachte die Kindheit in seinem Geburtsort; er war das fünfte von elf Kindern eines japanischen Einwanderers und einer Mestizin. Durch einen Lottogewinn konnte sich die Familie einen Umzug in die Stadt Trujillo leisten, wo Watanabe seine Jugend verbrachte. Zunächst besuchte er die Schule der Schönen Künste (Escuela de las Bellas Artes) in Trujillo mit Kursen zur Ausbildung zum Bildhauer. Außerdem besuchte er Kurse für Architektur an der Universidad de Federico Villareal. In den 1970er Jahren war er Chef des Kinderprogramms eines Fernsehsenders. Er verfasste mehrere Drehbücher und war auch als Künstlerischer Leiter für die Gesamtproduktion von Kinofilmen tätig.
Watanabes erstes Buch, der Gedichtband Album de Familia, erschien 1971 und brachte ihm den Premio Poeta Joven del Peru ein. Sein zweites Buch erschien erst 1989. Bis zu seinem Tode erschienen zahlreiche weitere Bücher von ihm.
Neben seiner Arbeit für das Kino war José Watanabe auch regelmäßig als Journalist, vor allem als Filmkritiker, bei diversen peruanischen Magazinen und Zeitungen tätig, so bei Maruja en el invierno, La ciudad y las pessoas, Alias la Gringa. Darüber hinaus war er ein bedeutender Verfasser von Kinderbüchern in Peru. Watanabe sprach fließend Französisch und Englisch. Eine Auswahl seiner Gedichte erschien in Europa bisher nur in Englisch unter dem Titel Path through the canfields, 1997. Die Lyrik von Watanabe ist stark von der japanischen Lyrik geprägt, hier vor allem von Haikus, die er über seinen Vater, einen passionierten Haiku-Leser, kennenlernte.
Jose Watanabe Varas starb im April 2007 im Alter von 61 Jahren in Lima.

## Werk (Auswahl)
- Album de Familia (Debüt), 1971, Gedichte.
- El huso de la palabra, 1989, Erzählungen.
- Cosas de Cuerpo, 1999, Gedichte.
- La memoria del ojo - Cien anos de presencia japonesa en el Peru, (Studie über die einhundertjährigen Präsenz der Japaner in Peru), 1999.
- El guardian de hielo, 2000, Gedichte.
- Antígona, 2000.